# Meraviglia
La meraviglia è il sentimento di stupore e sorpresa suscitato da una cosa o da una situazione nuova, straordinaria o inattesa. È vista storicamente come un aspetto importante della natura umana, essendo in particolare collegata alla curiosità e alla spinta all'esplorazione intellettuale.

Meraviglia, dipinto di Sérgio Valle Duarte (1980).

## Definizione
La parola deriva dal latino mirabilia, cioè "cose ammirevoli", dal verbo mirari, "guardare con meraviglia". La meraviglia è per lo più associata a una sensazione o scoperta positiva. Il meraviglioso, nella letteratura e nelle arti visive, è l'insieme di elementi che in un'opera provocano meraviglia, con particolare riferimento a quelli fantastici e soprannaturali.

## La meraviglia come origine e stimolo della filosofia

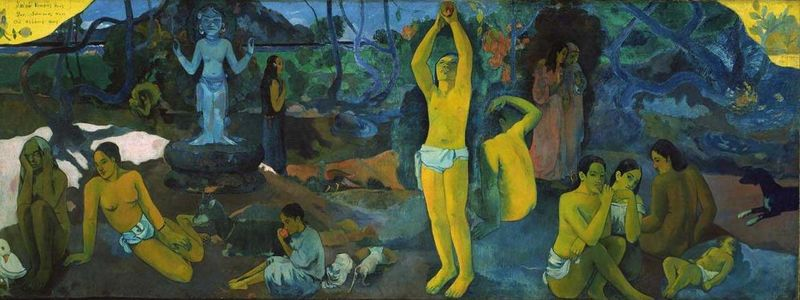
Da dove veniamo? Che siamo? Dove andiamo?, Paul Gauguin (1897)

La meraviglia, secondo Platone e Aristotele, è all'origine della sapienza e quindi della filosofia.
(Platone, Teeteto 155 d)
La meraviglia è dunque il senso di stupore e di inquietudine sperimentata dall'uomo quando, soddisfatte le immediate necessità materiali, comincia a interrogarsi sulla sua esistenza e sul suo rapporto con il mondo:
(Aristotele, Metafisica, I, 2, 982b, trad. Giovanni Reale.)
Tale meraviglia però non va confusa con lo stupore intellettuale:
(Emanuele Severino. Il giogo. Milano, Adelphi, 1989, pag.352)
Il filosofo, matematico, scienziato e scrittore francese Cartesio (1596-1650) descrisse la meraviglia come una delle emozioni primarie perché sosteneva che le emozioni in generale siano reazioni a fenomeni inaspettati. Egli osservò che quando la gente incontrava per la prima volta un oggetto sorprendente o nuovo, "... questo ci rende meravigliati e stupefatti". Propose quindi che "la meraviglia è la prima di tutte le passioni." (Le passioni dell'anima, art. 53). Tuttavia Cartesio, a differenza dei filosofi greci prima di lui, aveva una visione fondamentalmente negativa della meraviglia: "Anche se è bene essere nati con qualche tipo di inclinazione a questa passione [la meraviglia] perché ci dispone all'acquisizione delle scienze, comunque dovremmo poi sforzarci, per quanto possibile, di liberarci di essa." (Le passioni dell'anima 2 art. 76).
Questo sentimento è riflesso in altri primi autori moderni come Thomas Hobbes nella sua discussione su termini inglesi "curiosità" (curiosity), "gioia" (joy) e "ammirazione" (admiration). Hobbes sosteneva che, poiché "... tutto ciò dunque che accade di nuovo a un uomo dà lui la speranza e motivo di sapere qualche cosa che non sapeva prima", che crea "... speranza e aspettativa di futura conoscenza da tutto ciò che avviene di nuovo e strano", una "passione che noi comunemente chiamiamo ammirazione; e lo stesso considerato come appetito, è chiamato curiosità, che è l'appetito della conoscenza"
In De homine XII, Hobbes discute la "gioia" dell'"ammirazione" ancora mettendo in contrasto gli esseri umani con gli altri animali. Hobbes sostiene che "... questa passione è quasi peculiare degli uomini." Egli sottolinea che "anche se gli altri animali, ogni volta che vedono qualcosa di nuovo o insolito, ammirano nella misura in cui vedono qualcosa di nuovo o di insolito", così che possano determinare se è pericoloso o innocuo, gli uomini, "quando vedono qualcosa di nuovo, cercano di sapere da dove sia venuto e a quale uso lo si possa adibire."
Nella Storia dell'astronomia, Adam Smith si sofferma sulla meraviglia non solo per spiegare la differenza tra il pensiero umano e quello animale, ma piuttosto per spiegare perché studiamo le scienze naturali. Una persona non civilizzata o un bambino è ancora nettamente diverso dagli altri animali perché "colpisce la pietra che gli fa male". Il bambino è interessato a trovare un rapporto tra causa ed effetto, ma è limitato nella sua capacità di farlo.
Per Schopenhauer la meraviglia è una caratteristica esclusiva dell'essere umano, in relazione alla consapevolezza della propria mortalità:
(Arthur Schopenhauer, Il mondo come volontà e rappresentazione, I §1, trad. it. Milano, Mondadori, 1992)

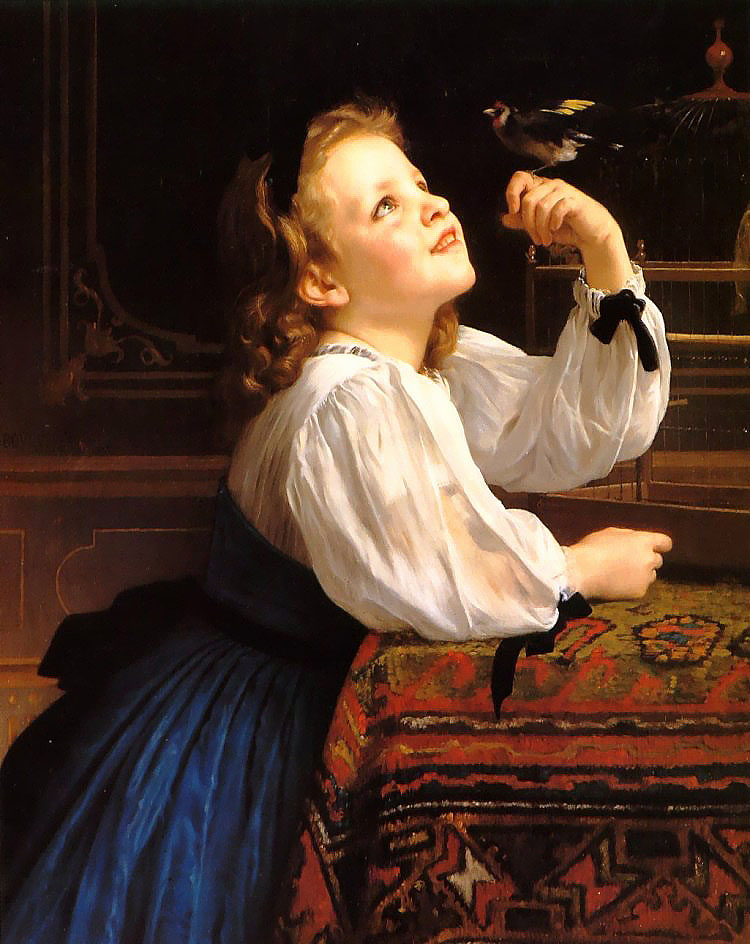
Dipinto di William Bouguereau, Osservazione di una testa di uccello (1867)

Nel saggio Filosofia e Pensero, Maria Zambrano spiega che la meraviglia è all’origine sia della filosofia che della poesia, ma che però esse sono in contrasto l’una con l’altra a causa del modo in cui si relazionano al mondo. Mentre la filosofia si distacca violentemente dal primitivo sentimento di stupore per iniziare un cammino metodico che porterà il filosofo a cogliere l’unità nella molteplicità del mondo, la poesia vi rimane fedele, perché il poeta trova l’unità nella poesia stessa. In La Ragione Poetica, Maria Zambrano riequilibra il ruolo della filosofia riavvicinandolo a quello della poesia grazie alla creazione di un nuovo concetto, la "ragione poetica”, secondo il quale la filosofia rompe con l’atteggiamento di unilaterale egemonia della mente per farsi carico dell’essere umano nella sua interezza, ridonandogli la libertà di meravigliarsi di fronte alla vita.
(María Zambrano. La ragione poetica, tr. A. Savignano, Marietti, 2004, pp.82-83)

Il filosofo Emanuele Severino invece sosteneva che l'origine principale della filosofia non è la meraviglia, ma la paura della morte, come rimedio nel senso di ricerca di una verità incontrovertibile.

## Senso del meraviglioso
Il senso del meraviglioso (dall'inglese sense of wonder) è la tipica sensazione di meraviglia che viene volutamente ricercata nelle opere di narrativa fantastica e fantascientifica, particolarmente citata in relazione all'"Età d'oro della fantascienza" degli anni quaranta e cinquanta del Novecento.
Il sense of wonder è una reazione emotiva che ha il lettore quando si confronta, cerca di capire o viene messo di fronte a un concetto assolutamente nuovo e non esistente necessario per recepire delle nuove informazioni. Può essere associato all'azione di cambio di paradigma, atto tipico della fantascienza per cui si accetta una tecnologia futuribile e le sue basi per poter proseguire la comprensione dell'opera o di parte di essa.
Il sense of wonder non richiede la completa comprensione della situazione che lo causa.
L'espressione viene spesso usata in correlazione con la sospensione della realtà o la più letteraria volontaria sospensione dell'incredulità di cui parlava il poeta Coleridge.